# 香港屋宇建設委員會
香港屋宇建設委員會（英語：Hong Kong Housing Authority，簡稱屋建會）是香港政府早期的公共房屋機構，於1954年4月成立。委員會的職責是為當時的「白領階級中的低薪者」，例如教師、記者、公務員以及文員等人士，提供一些水準較高而租金較低廉的單位。委員會於1973年3月解散，由新成立的香港房屋委員會取代（但英文名稱不變）。辦事處位於屋建會所建的馬頭圍邨內，即今馬頭角道政府合署。
屋建會為當時的市政局的一個機構，負責公共房屋興建問題的決策工作，所有市政局議員均是屋建會的當然成員，而執行工作則由市政事務署旗下的屋宇建設處負責。
1972年，時任香港總督麥理浩爵士宣佈十年建屋計劃，下令將當時政府三個房屋計劃，即徙置大廈、屋建會廉租屋邨及政府廉租屋計劃合併：屋建會於翌年4月1日改組為香港房屋委員會，而徙置事務處及市政總署屋宇建設科則合併為房屋署，而所有徙置區、屋建會廉租屋邨及政府廉租屋邨合稱為公共屋邨。

## 由屋建會策劃及興建的廉租屋邨
屋建會所策劃及興建的廉租屋邨共有十個，分別為：
| 屋邨名稱  | 地區   | 座數 | 單位數目 | 落成年份   | 拆卸年份 | 重建年份     | 承建商                                                                                         |
| --------- | ------ | ---- | -------- | ---------- | -------- | ------------ | ---------------------------------------------------------------------------------------------- |
| 北角邨*   | 北角   | 7    | 1956     | 1958年1月  | 2003年   |              | 昌利建築                                                                                       |
| 西環邨*   | 西環   | 5    | 638      | 1958年3月  | 約2027年 | 2029至2030年 | 嘉民建築                                                                                       |
| 蘇屋邨*   | 長沙灣 | 16   | 5314     | 1963年4月  | 2010年   | 2016至2019年 | 昌利建築(重建前第1期)、 德榮建築(重建前第2，3期)、 聯星建築(重建前第4，5期)、 瑞安建業(重建後) |
| 彩虹邨*   | 牛池灣 | 11   | 7455     | 1963年12月 |          |              | 德榮建築                                                                                       |
| 馬頭圍邨* | 馬頭圍 | 5    | 2075     | 1965年1月  | 約2027年 |              | 聯星建築                                                                                       |
| 和樂邨    | 觀塘   | 11   | 1940     | 1966年7月  |          |              | 有成建築                                                                                       |
| 福來邨    | 荃灣   | 9    | 3128     | 1967年1月  |          |              | 聯星建築(第1期)、 公和建築(第2期)、 大成建設株式會社(第3期)                                    |
| 華富邨*   | 薄扶林 | 18   | 4793     | 1971年3月  | 約2026年 | 2038至2042年 | 德榮建築(第1，3，4期)、 嘉民建築(第2期)、 新昌營造(第5期)                                      |
| 坪石邨    | 牛池灣 | 7    | 4575     | 1971年3月  |          |              | 孫福記營造(新福港)                                                                             |
| 愛民邨    | 何文田 | 12   | 6288     | 1975年9月  |          |              | 安利(蕭氏)建築                                                                                 |

(*) 代表現時舊公屋己全部清拆或進行研究重建計劃之一